# رزم مهدي (بكيل المير)

تعديل مصدري - تعديل

رزم مهدي هي إحدى قرى عزلة صبران بمديرية بكيل المير التابعة لمحافظة حجة، بلغ تعداد سكانها 50 نسمة حسب تعداد اليمن لعام 2004.